# Ancylové jezero

Mapa Ancylového jezera

Ancylové jezero byla rozsáhlá vodní plocha, která existovala podle geologů v severní Evropě na počátku holocénu. Jezero bylo sladkovodní a leželo nad úrovní mořské hladiny. Zahrnovalo Baltské moře, Botnický záliv, Finský záliv, Ladožské jezero a přes nížiny středního Švédska zasahovalo do jezera Vänern, odkud bylo propojeno řekou Göta s Atlantikem. Vzniklo zhruba v 8. tisíciletí př. n. l., kdy roztál fennoskandinávský ledovec a Baltský štít se začal zvedat, takže Jutský poloostrov a Skandinávský poloostrov byly spojeny pevnou zemí. Zaniklo koncem 6. tisíciletí př. n. l., kdy stoupající hladina oceánu vytvořila nový průliv v oblasti Velkého Beltu a v oblasti vzniklo brakické Litorinové moře.
Jezero pojmenoval švédský geolog Gerard de Geer podle plže kamomila říčního (Ancylus fluvialis), jehož ulity se často nacházejí při vykopávkách v sedimentech bývalého jezera.